# GameRankings
GameRankings és un lloc web que manté un registre de ressenyes de videojocs d'altres llocs i els combina per presentar una puntuació mitjana de cada joc. El lloc pertany a CBS Interactive. Hi ha pàgines web que realitzen el mateix com GameRatio, GameStats, Metacritic, MobyGames i TopTenReviews.